# Alonso Puerta
Alonso José Puerta Gutiérrez (ur. 24 marca 1944 w Avilés) – hiszpański polityk, członek Zjednoczonej Lewicy, poseł do Parlamentu Europejskiego w latach 1987–2004 (II, III, IV i V kadencji).
Z wykształcenia inżynier (absolwent UPM), pracował w różnych przedsiębiorstwach. Był działaczem Hiszpańskiej Socjalistycznej Partii Robotniczej, w 1977 objął funkcję sekretarza generalnego regionalnego odłamu PSOE w Madrycie (Federación Socialista Madrileńa). W tym samym roku został wybrany do Kortezów Konstytucyjnych. W 1979 uzyskał mandat radnego rady miejskiej w Madrycie, pełnił funkcję we władzach miejskich. Po odejściu z PSOE był sekretarzem generalnym Partii Akcji Socjalistycznej (PASOC), znalazł się wśród założycieli koalicyjnej Zjednoczonej Lewicy.
Do Parlamentu Europejskiego po raz pierwszy został wybrany w 1987. Reelekcję uzyskiwał w 1989, 1994 i 1999. Zasiadał w kolejno tworzonych grupach komunistycznych – Grupie Komunistów i Sojuszników (do 1989), Zjednoczonej Lewicy Europejskiej (do 1995), Konfederacyjnej Grupie Zjednoczonej Lewicy Europejskiej i Nordyckiej Zielonej Lewicy (do 2004). Od 1994 do 1999 pełnił funkcję przewodniczącego frakcji. W PE był także wiceprzewodniczącym Komisji ds. Transportu i Turystyki (1987–1989), w latach 1999–2004 zajmował stanowisko wiceprzewodniczącego Europarlamentu V kadencji.